# Regillio Nooitmeer
Regillio Nooitmeer (Rotterdam, 16 juli 1983) is een Nederlands voetballer van Haïtiaanse komaf. Zijn positie in het veld is verdediger.
Nooitmeer speelde in de jeugd bij Sparta Rotterdam voordat hij in 2001 debuteerde bij FC Dordrecht. In 2004 speelde hij kort in Zwitserland bij FC Luzern en in 2005 bij VfR Aalen in Duitsland. In het seizoen 2005/06 speelde hij in België voor FC Verbroedering Meerhout waarna hij naar de amateurs van SC Neptunus in Rotterdam ging. In 2007 tekende hij een contract voor twee seizoenen bij Galway United in Ierland. Na één seizoen werd zijn contract ontbonden wegens financiële problemen bij de club. Een overstap naar Drogheda United ging niet door omdat bij Nooitmeer een hartkwaal ontdekt werd. Tussen 2008 en januari 2010 speelde hij wederom voor Neptunus waarna hij voor één seizoen een contract tekende hij het Finse FC Haka. Van januari tot begin februari 2012 speelde hij op Malta voor Birkirkara FC waar hij op eigen verzoek na één gespeelde wedstrijd zijn contract liet ontbinden. Daarna speelde hij voor RKSV Leonidas. In april 2013 keerde hij terug bij FC Haka waar hij tot oktober 2014 speelde. In januari 2015 sloot hij weer aan bij Leonidas. In 2017 ging hij voor VV Hillegersberg spelen.
In 2003 speelde Nooitmeer driemaal in het Nederlands voetbalelftal onder 21. In 2008 debuteerde hij in het Haïtiaans voetbalelftal.